# Gråskäret (vid Bolax, Kimitoön)
Gråskäret är en ö i Finland. Den ligger i Skärgårdshavet vid Bolax i kommunen Kimitoön i den ekonomiska regionen  Åboland i landskapet Egentliga Finland, i den sydvästra delen av landet. Ön ligger omkring 61 kilometer söder om Åbo och omkring 120 kilometer väster om Helsingfors.
Öns area är 1,2 hektar och dess största längd är 230 meter i sydöst-nordvästlig riktning.